# Feuerwehrhaus Fischamend-Dorf

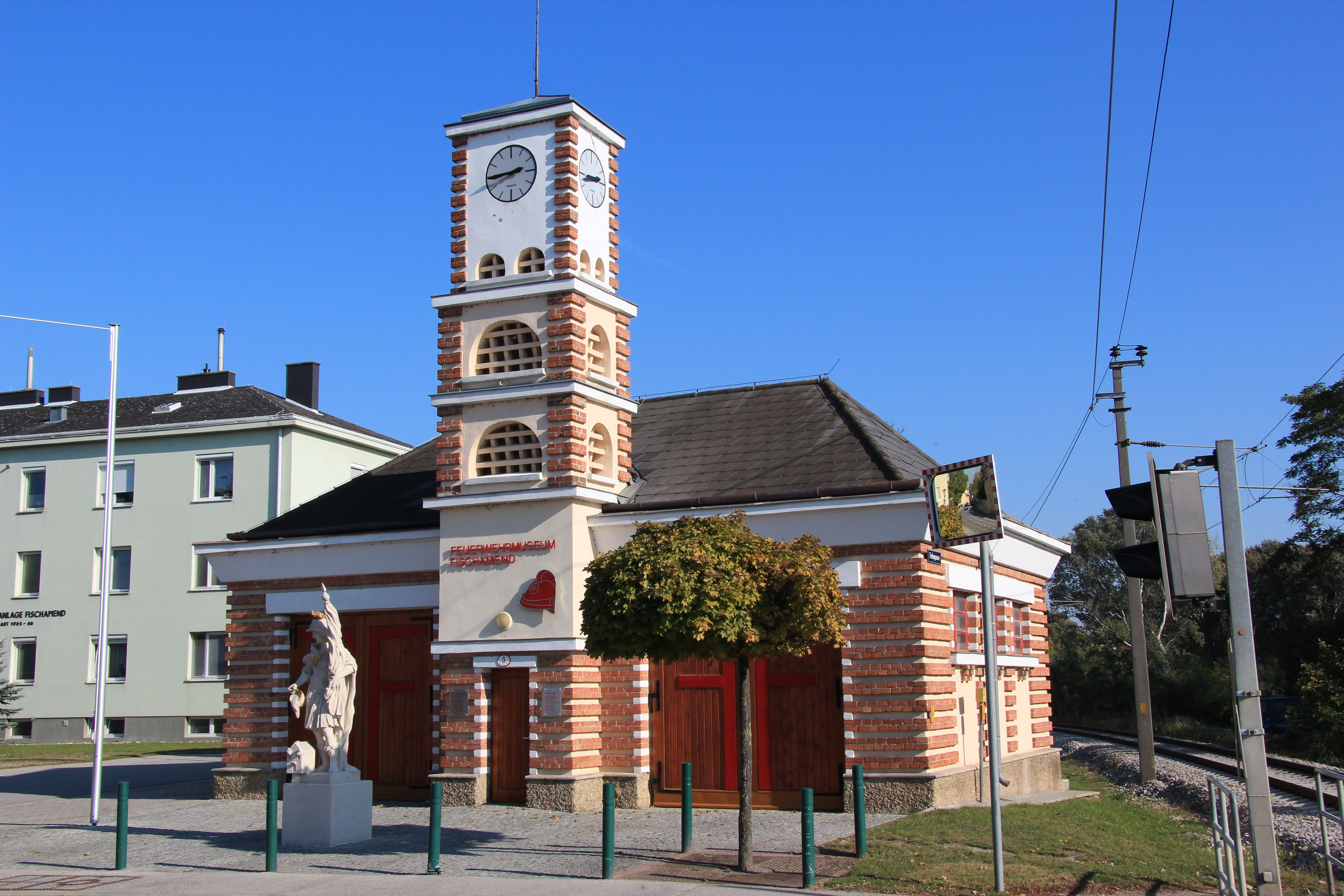
Feuerwehrhaus in Fischamend-Dorf

Das Feuerwehrhaus Fischamend-Dorf steht im Stadtteil Fischamend-Dorf der Stadtgemeinde Fischamend im Bezirk Bruck an der Leitha in Niederösterreich. Das Feuerwehrhaus steht unter Denkmalschutz.

## Geschichte
Die Freiwillige Feuerwehr in Fischamend-Dorf wurde 1888 gegründet. Das neue Feuerwehrhaus wurde 1928 nach den Plänen der Architekten Robert Kramreiter und Walter Pind errichtet. Die FF Fischamend-Dorf, zwischenzeitlich auch FF Fischamend West, wurde 1992 in die FF Fischamend-Markt (Ost) eingegliedert. Seit 2005 beherbergt das Gebäude ein Feuerwehrmuseum.

## Architektur
Aufgrund seiner expressionistischen Ausformung ist das Gebäude architektonisch bedeutsam.
Eine Sockelstatue des Heiligen Florian vor dem FW-Haus und Museum erinnert an den Schutzheiligen für alle helfenden Organisationen, insbesondere der Feuerwehr.